# Leo Erb

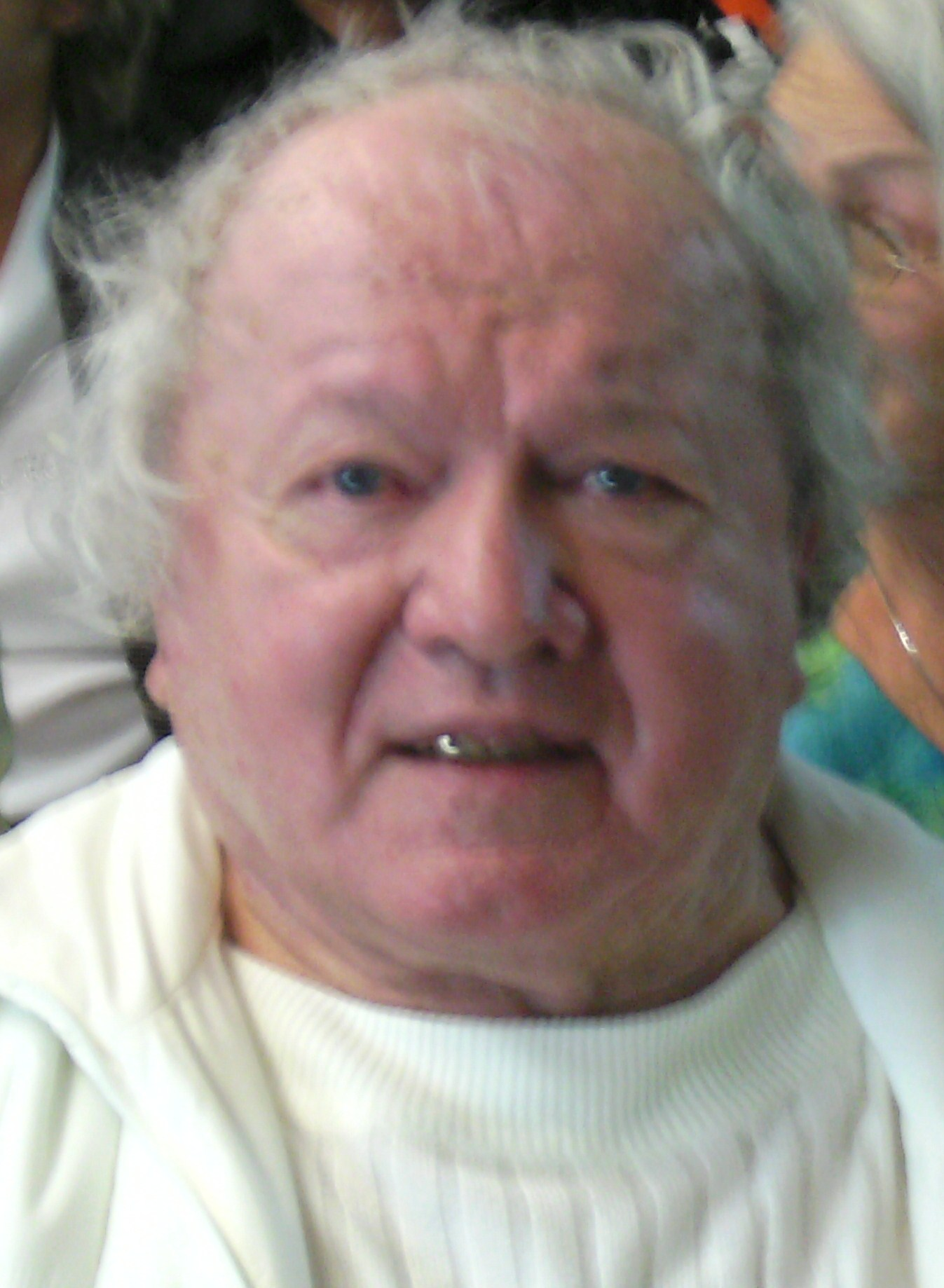
Leo Erb

Leo Erb (* 21. Januar 1923 in St. Ingbert; † 21. Oktober 2012 in Kaiserslautern) war ein deutscher Künstler.

## Biografie
Erb besuchte von 1940 bis 1943 die Kunstgewerbeschule in Kaiserslautern, an der zuvor auch der St. Ingberter Künstler Albert Weisgerber um die Jahrhundertwende seine erste Ausbildung durchlaufen hatte. In den Jahren 1946/1947 besuchte er die Schule für Kunst und Handwerk in Saarbrücken. Schwerpunktmäßig studierte er dort bei Boris Kleint, der die Bauhauslehre (Farbtypenlehre) des Bauhaus-Pädagogen Johannes Itten vertrat. Bereits in frühen Jahren (1948/1949) richtete sich Erb ein eigenes Atelier in seiner Heimatstadt ein.
In dieser Zeit entstanden seine ersten linearen Papierschnitte, Plastiken und „Linienzeichnungen“. 1957 gründete er gemeinsam mit seinem Lehrer Boris Kleint und weiteren jungen saarländischen Künstlern die „Neue Gruppe Saar“, die sich zur seinerzeitigen Avantgarde zählte. Ab etwa 1958 begann er seine strukturierten „Linienbilder“ und „Linienreliefs“, die er u. a. 1958 in Düsseldorf im Rahmen der 7. Abendausstellung „Das rote Bild“ der Gruppe ZERO in Düsseldorf zeigte.
1961 übersiedelte Erb nach Paris, wo er bis 1975 lebte und in seinem selbstgebauten Atelier arbeitete. In diesem Zeitraum entwickelte er seine Linien-Arbeiten weiter und schuf „lineare Lichtobjekte“, „Solarplastiken“ und kinetische Objekte. 1977 nahm er an der Documenta 6 in Kassel teil. Durch das gesamte Werk von Leo Erb zieht sich „die Linie“ und die Farbe Weiß in allen Schattierungen wie ein roter Faden. Dieses sein Kernthema betrifft all seine Werkgruppen wie Handzeichnungen, Materialbilder, Reliefs, Plastiken, kinetische Objekte, Lichtobjekte und Handdrucke. In Erbs Werk „... kehrt die große Bauhauslehre wieder, radikalisiert und konzentriert auf ihre wesentlichen Elemente. Viele Linienbilder und Linienobjekte Erbs sind zugleich flächig und räumlich zu lesen. Erbs Linien sind plastische Lichtgrate oder Schattensäume; sie machen die Bilder zu Dingen, die sich dem Licht darbieten, die im Licht leben“ (Lorenz Dittmann).

## Auszeichnungen / Preise
- 1988 Albert-Weisgerber-Preis für Bildende Kunst der Stadt St. Ingbert [Aus Verärgerung über die Wahl der späteren Preisträgerin Bettina van Haaren gab Erb den Preis zwei Jahre später zurück, nicht jedoch das damit verbundene Preisgeld]
- 1993 Verleihung des Professorentitels durch die saarländische Landesregierung
- 2008 Verleihung des "Kunstpreises des Saarlandes" (Bildende Kunst) (Offizielle Übergabe: 5. April 2009)

## Einzelausstellungen (Auswahl)
- 1957 Galerie Elitzer (Saarbrücken)
- 1961 Galerie Duncan (Paris)
- 1966 Galerie le Soleil dans le Tête (Paris)
- 1967 Galerie Mensch (Hamburg)
- 1970 Centre Co-Mo (Paris): „Leo Erb - la ligne et le mouvement“
- 1973 Püschel Art Promotion (Bielefeld)
- 1975 Galerie Leaman (Düsseldorf): „Linienbilder und Objekte“
- 1976 The Electric Gallery (Toronto): „Leo Erb - kinetic art“
- 1977 documenta 6 (Kassel)
- 1977 Art Basel (Galerie Seebacher)
- 1978 Galerie Art Line (Den Haag) / Galeria Pellegrino (/Bologna) / Galerie Hermanns (München)
- 1979 Galerie Lang (Wien): „Kinetik - Kybernetik“
- 1980 Kunstmuseum (Sammlung Sprengel, Hannover)
- 1983 Pfalzgalerie (Kaiserslautern)
- 1988 Galerie Dr. Luise Krohn (Badenweiler) / Saarlandmuseum (Saarbrücken): „Linienbilder 1968 - 1988“
- 1992 Wilhelm-Hack-Museum (Ludwigshafen): „Frühe Zeichnungen“
- 1993 Saarland Museum (Saarbrücken): "Leo Erb. Zeichnungen 1947-1992"
- 1993 Galerie Konstruktiv Tendens (Stockholm)*1997 Galerie Kain (Basel) / Villa Zanders (Bergisch Gladbach): „Retrospektive“
- 1999 Die Weisse Galerie (Köln)
- 2001 Museum für Konkrete Kunst (Ingolstadt): „Bei Weiss muss man Farbe bekennen“
- 2003 Galerie Ucher (Köln): "ein leben für die linie"
- 2007/08 Galerie Wack (Kaiserslautern)
- 2008 Saarland Museum (Saarbrücken) Sonderausstellung im Rahmen der Landeskunstausstellung Saar 2008
- 2016 Galerie Klaus Gerrit Friese, Berlin[1]
- 2018 Galerie Wack (Kaiserslautern)
- 2019, 2023 Kuppelsaal des Rathauses (St. Ingbert)